# Cholera-Aufstand in Königsberg
Der Cholera-Aufstand in Königsberg war ein Aufstand mehrerer hundert Menschen Ende Juli 1831 in Königsberg, der acht Tote und zahlreiche Verletzte forderte. Anlass war die Unzufriedenheit der Bevölkerung mit den städtischen Maßnahmen bei der Bekämpfung einer Cholera-Epidemie.

## Geschichte
1830 kam die Cholera aus Russland erstmals nach Europa. Als sie im Sommer 1831 in Ostpreußens Provinzialhauptstadt ausbrach, verbot die Polizei allen Verkehr. Gegen das Übermaß an Strenge stellte sich der Oberpräsident Theodor von Schön vergeblich. In der erregten Bevölkerung machten sonderlichste Gerüchte die Runde. So wurde Friedrich Wilhelm Bessel mit seiner Sternwarte und den „silbernen Kugeln“ – in Pillau gegebenen Raketensignalen – verantwortlich gemacht. Das einfache Volk nahm vor allem daran Anstoß, dass alle Erkrankten in Lazarette gebracht und Tote schnell und still beerdigt wurden. Ärzte und Arzneien sollten an Todesfällen Schuld haben. Obendrein sollte ein neuerlicher Tatarensturm drohen.

### Aufruhr
Zu ersten Tumulten kam es unter den Sargträgern in Löbenicht. Dort verhaftete Rädelsführer wurden gewaltsam befreit. In Aufruhr kam die Stadt, als in Sackheim ein Zimmerergeselle gestorben war und eiligst beerdigt werden sollte – er hatte die Flasche eines Einreibungsmittels ausgetrunken. Der verordnende Arzt wurde als Giftmörder bezichtigt. Als der Zimmerer am 28. Juli 1831 beerdigt werden sollte, bildete sich eine mit Steinen und Knüppeln bewaffnete Menge. Sie überrannte die Wache am Königstor und stürmte den Neuen Friedhof. Inzwischen waren die beiden befreiten Sargträger wieder verhaftet und zur Vernehmung gebracht worden. Die vom Friedhof dorthin geströmte Menge wurde zum Auseinandergehen veranlasst; aber andere Jugendliche bildeten neue Gruppen, die lärmend zum Königsberger Schloss und, dort abgedrängt, zum Altstädtischen Markt zogen. Durch das harte Auftreten der Polizei in Wut geraten, stürmten sie das Polizeigebäude. Sie nötigten die Beamten zur Flucht und zerschlugen alles, auch die Wohnung des Polizeipräsidenten Schmidt.
Da in der Vorderen Vorstadt Fenster eingeworfen und Läden geplündert wurden, alarmierte man Militär der Garnison Königsberg. Mahnungen des Generals Karl August Adolf von Krafft gingen im Gejohle unter. Friedrich von Wrangel ritt auf dem Altstädtischen Markt gegen die kopflos gewordene Menge und wurde beinahe vom Pferd gerissen. Daraufhin ließ man die in einer Seitenstraße haltenden Soldaten des Kürassier-Regiments „Graf Wrangel“ (Ostpreußisches) Nr. 3 vorgehen; sie wurden aber mit Steinwürfen und Knüppelschleudern zurückgedrängt. Die jetzt eingreifende Infanterie gab Feuer und räumte den Platz, der aber bald wieder von Demonstranten besetzt wurde.

### Studentische Hilfe
Inzwischen kam unverhoffte Hilfe. Während der Tumult in der Vorstadt durch die dort liegenden Artillerietruppen bald erstickt war, hatten sich am Kneiphöfischen Rathaus Bürger und etwa 100 Studenten versammelt, die letzten, die bei Beginn der Semesterferien noch in der Stadt waren. Um für Ruhe und Ordnung einzutreten, zogen sie  mit Hiebern und Flinten zur Hauptwache. Sie waren mit weißen Armbinden gekennzeichnet und wurden vom Universitätsrichter Grube geführt. Von der Hauptwache ging es geschlossen und „in einer sehr ruhigen und ernsten Bewegung“ zum Altstädtischen Markt. Es folgte eine kleine Abteilung Infanterie. Die Menge wich, gab aber das Polizeigebäude nicht frei. Gegen Steine und Knüppel bahnten sich die Studenten einen Weg in das Haus. Die Tumultanten flohen, drei wurden verhaftet. Kaum waren die Studenten zur Hauptwache zurückgekehrt, lief die Menge wieder zusammen. Grube griff mit seinen Studenten erneut ein, trieb die Randalierenden auseinander und brachte etwa 40 zum Teil verwundete Gefangene zurück. Da weitere Unruhen befürchtet wurden, durchzogen in den folgenden Nächten Streifen die Stadt. Studenten bewachten die gefährdeten Gebäude wie die Albertus-Universität, das Kypkeanum, die Sternwarte Königsberg und das neue Zoologische Museum, in das Karl Ernst von Baer mit seinen Sammlungen gerade einzog; aber alles blieb ruhig.

### Nachlese
Die Bürgerschaft urteilte über das Vorgehen der Militär- und Zivilbehörden recht scharf und ablehnend. Dagegen würdigte sie das umsichtige, entschlossene und überlegene Auftreten der Studenten. Öffentlich gelobt wurden sie auch vom Akademischen Senat und vom Oberpräsidenten v. Schön, vom Preußischen Staatsministerium und vom Kronprinzen Friedrich Wilhelm IV. Als Rector magnificentissimus der Universität hob er hervor, dass die Studenten „ohne dienstlichen Beruf“ sich zweifacher Gefahr ausgesetzt hätten, dem „empörten Pöbel“ und der „möglichen Ansteckung einer furchtbaren Seuche“. Auch der liberale Altphilologe Christian August Lobeck sprach bei einer Feier von der „höchst gemeinnützigen Zusammenrottung edler Söhne der Albertina“, die „nicht nur zur Unterdrückung eines Volksaufstandes kräftig mitgewirkt, sondern selbst die Krankenpflege in den Siechenheimen zu übernehmen sich nicht gescheut hätten“. Ein Student und sechs Demonstranten verloren bei den Tumulten ihr Leben. Von den 16 schwer verwundeten Aufrührern starb einer nach einigen Tagen. Von den Militärs wurden 44 Gemeine und 5 Offiziere, von den Bürgern und Studenten 13 verwundet. Der Sachschaden belief sich auf 14.660 Taler.